# توتي ليمكو
توتي ليمكو (بالبوكمول: Tutte Lemkow) هو مصمم رقص وراقص وممثل نرويجي، ولد في 28 أغسطس 1918 في النرويج، وتوفي في 10 نوفمبر 1991 بلندن في المملكة المتحدة.

## أعمال

### أفلام
- (1952) مولان روج
- (1956) أنستازيا
- (1959) بن هور[6][7][8]
- (1961) أسلحة نافارون[9]
- (1964) بيكيت
- (1971) عازف الكمان على السقف
- (1975) الحب والموت
- (1981) أبو الهول
- (1981) سارقو التابوت الضائع[10]

## وصلات خارجية
- توتي ليمكو على موقع IMDb (الإنجليزية)
- توتي ليمكو على موقع ألو سيني (الفرنسية)
- توتي ليمكو على موقع أول موفي (الإنجليزية)
- توتي ليمكو على موقع قاعدة بيانات الأفلام السويدية (السويدية)
- توتي ليمكو على موقع ديسكوغز (الإنجليزية)
- توتي ليمكو على موقع قاعدة بيانات الفيلم (الإنجليزية)
- توتي ليمكو على موقع كينوبويسك (الروسية)